# 상기나 바이디아
상기나 바이디아(네팔어: संगिना बैद्य, 1974년 12월 29일 ~ )는 네팔의 은퇴한 여자 태권도 선수이다. 아시아 태권도 선수권 대회에서 금메달, 은메달, 동메달을 1개씩 획득했으며, 2004년 하계 올림픽에 네팔 국가대표로 참가하였다.